# NGC 5812
NGC 5812 је елиптична галаксија у сазвежђу Вага која се налази на NGC листи објеката дубоког неба.
Деклинација објекта је - 7° 27' 27" а ректасцензија 15h 0m 55,7s. Привидна величина (магнитуда) објекта NGC 5812 износи 11,2 а фотографска магнитуда 12,2. Налази се на удаљености од 27,735 милиона парсека од Сунца. NGC 5812 је још познат и под ознакама MCG -1-38-16, UGCA 398, PGC 53630.